# Bristol Draco
Il Bristol Draco era un motore aeronautico radiale a 9 cilindri, disposti su di un'unica fila, raffreddato ad aria prodotto dall'azienda britannica Bristol Engine Company negli anni trenta e rimasto allo stadio di prototipo.

## Storia del progetto
Nei primi anni trenta la Bristol ritenne di avviare lo sviluppo di un nuovo motore da proporre al mercato dell'aviazione nella fascia di potenza occupata dal precedente Bristol Jupiter. Roy Fedden disegnò un 9 cilindri, dotati di due valvole ognuno, disposti su un'unica stella. Su questo motore venne sperimentato un sistema di alimentazione ad iniezione. Il carburatore era dotato di una valvola a farfalla mentre l'alimentazione era garantita da due iniettori. Uno alimentava quattro cilindri l'altro i restanti cinque. Il carburante veniva iniettato nel collettore di aspirazione che portava la miscela ai cilindri. Il motore fu provato in volo per la prima volta su un Westland Wapiti.
Il progetto, a fronte di una maggiore complessità, non garantiva particolari vantaggi e pertanto il suo sviluppo venne interrotto.

## Velivoli utilizzatori
Regno Unito
- Westland Wapiti (utilizzato solo come banco prova volante)